# Frækkere end politiet tillader 3
Frækkere end politiet tillader 3 (originaltitel Beverly Hills Cop III) er en amerikansk actionkomedie fra 1994 instrueret af John Landis og med Eddie Murphy i hovedrollen som Detroit-betjenten Axel Foley. Filmen efterfulgte Frækkere end politiet tillader og Frækkere end politiet tillader 2.

## Medvirkende
- Eddie Murphy
- Judge Reinhold
- Hector Elizondo
- Timothy Carhart
- John Saxon
- Theresa Randle
- Alan Young